# سوهو (مجلة)
سوهو (بالإسبانية: SoHo)‏ هي مجلة كولومبية شهرية موجهة للرجال، تم تأسيسها سنة 1999 من طرف إساك لي  في كولومبيا، وكانت نسخها تصدر للعديد من الدول ك المكسيك والإكوادور وباناما والأرجنتين وكوستا ريكا وغيرها. وبعدها قامت الشركة الإعلامية الكولومبية TVyNovelas بشراء هذه المجلة.

## موضوعات المجلة
المجلة معروفة بالصور العارية للممثلات والمغنيات والعارضات، ونساء كولومبيا المعروفين، وكذا فنانات أمريكا الجنوبية، وهذه المجلة شبيهة المحتوى مع مجلات أخرى معروفة كمجلة مكسيم وبلاي بوي.

## روابط أخرى
- الموقع الرسمي